# Шипшина м'яка
Шипшина м'яка (Rosa mollis) — вид рослин родини Розові (Rosaceae), поширений у Європі. Етимологія: лат. mollis — «м'який».

## Опис
Чагарник 0.5–1.5 м. Бруньки конусоподібні, малі, зелено-червонувато-коричневі. Листки чергуються, непарноперисті (з 5–7 листочків), черешкові, є прилистки. Листочки довжиною 1.2–3.5 см, округлі, подвійнозубчасті, сірувато-зелені, м'яко-волохаті, зі смолистим запахом; нижня поверхня із залозистими волосками.
Квітки одиничні, або по 2–3. Квіткові стебла короткі, із залозистими волосками. Квітки 4–5 см упоперек. Чашолистків і пелюсток 5. Пелюстки вільні, від рожеві до світло-пурпурних, щербаті. Тичинки численні. Шипшинові плоди кулясті, волосисто-залізисті, червоні, містять декілька сім'янок.

## Поширення
Поширений у Європі (у т.ч. Україні), Вірменії, Грузії, Туреччині.
Населяє сухі, багаті поживними речовинами, кам'янисті схили, пасовища, узлісся.

## Галерея

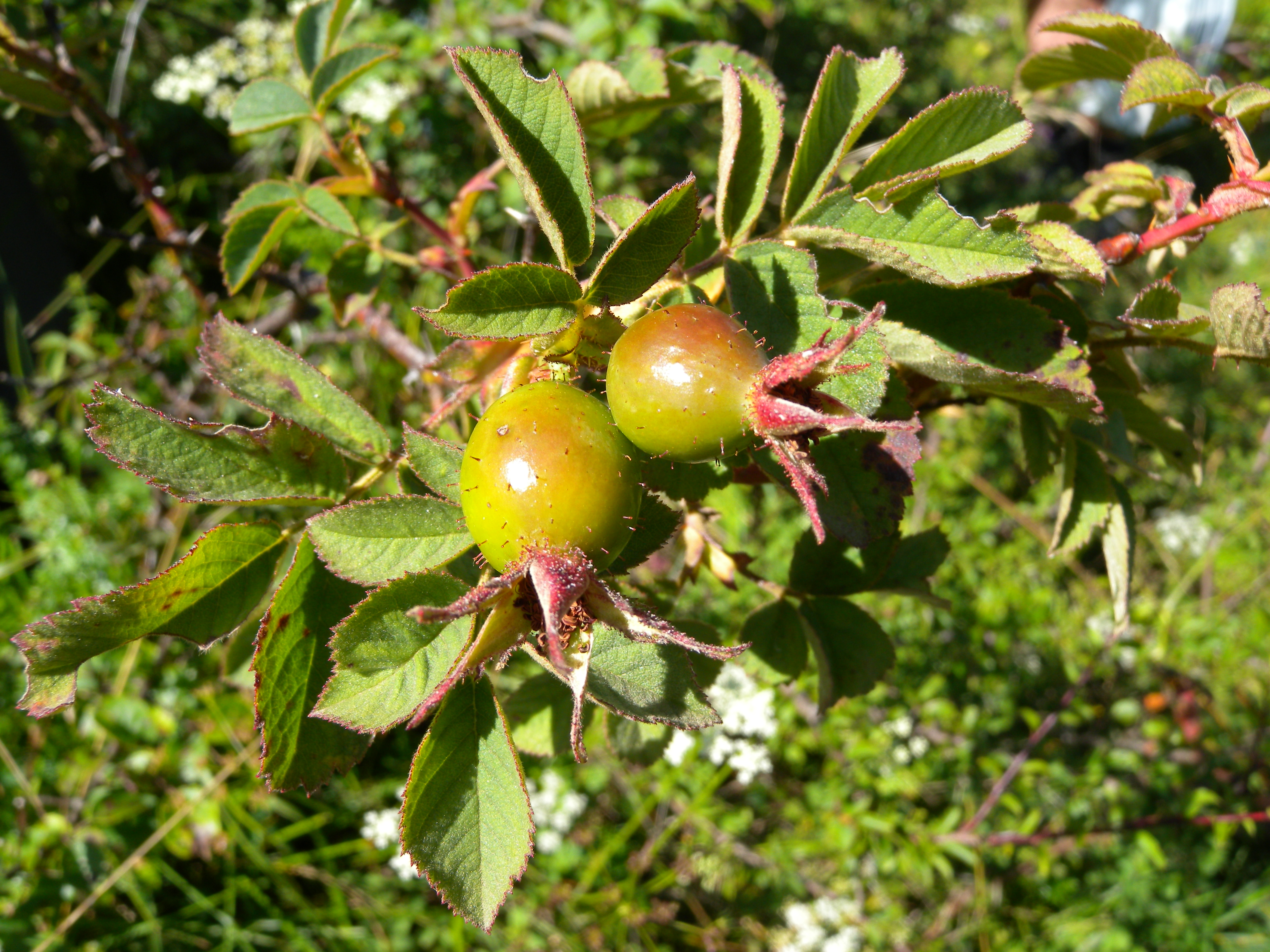
плоди
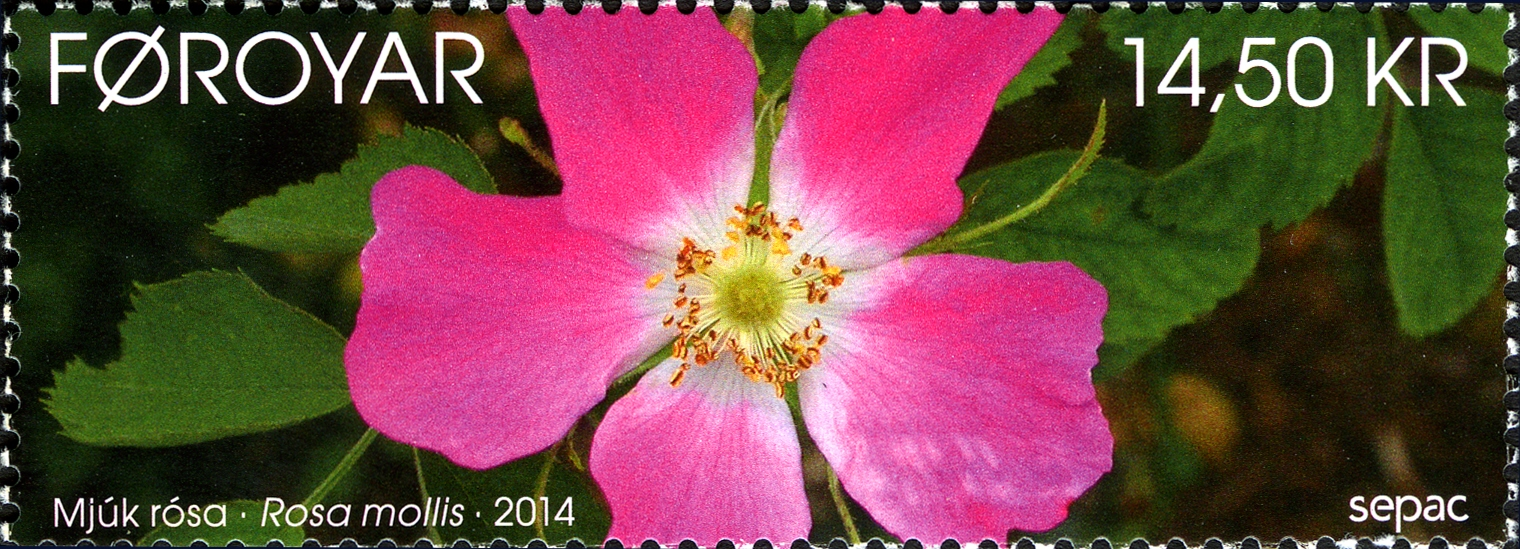
марка Фарерських островів